# Adamawa-ubangijski narodi
Adamawa-ubangijski narodi, grupa crnačkih naroda i plemena koji jezično čine jednu od 9 grana zapadno-sudanskih naroda i jezika, raširenih kroz istočnu Nigeriju, sjeverni Kamerun, jugozapadni Čad i zapadnu Srednjoafričku Republiku. Ova grupa dijeli se na dva ogranka, to su Adamawa s kojih 80 jezika, od kojih više od polovice ima manje od 100,000 govornika. Druga grana su ubangijski narodi koji se služe s 40 jezika a žive u kraju od sjevernog Kameruna pa preko Srednjoafričke Republike do južnih dijelova Sudana i sjevernog Konga (Kinšase). 
Ubangijski narodi imaju više od 1,000,000 govornika i uključuju plemena Banda, Gbaya, Azande, Ngbaka, Ngbandi. 